# 2023년 대한민국
2023년 대한민국에서 일어난 혹은 사건사고 등에 대해서 정리한 문서. 2023년의 대한민국은 태풍 카눈 (2023년) 등 여러 자연재해 사건도 있으며, 이 외에도 여러 사건들이 있지만, 대한민국은 저출산, 고령화를 해결해야 할 것은 여전히 숙제로 남게 되었다.

## 정부 인사

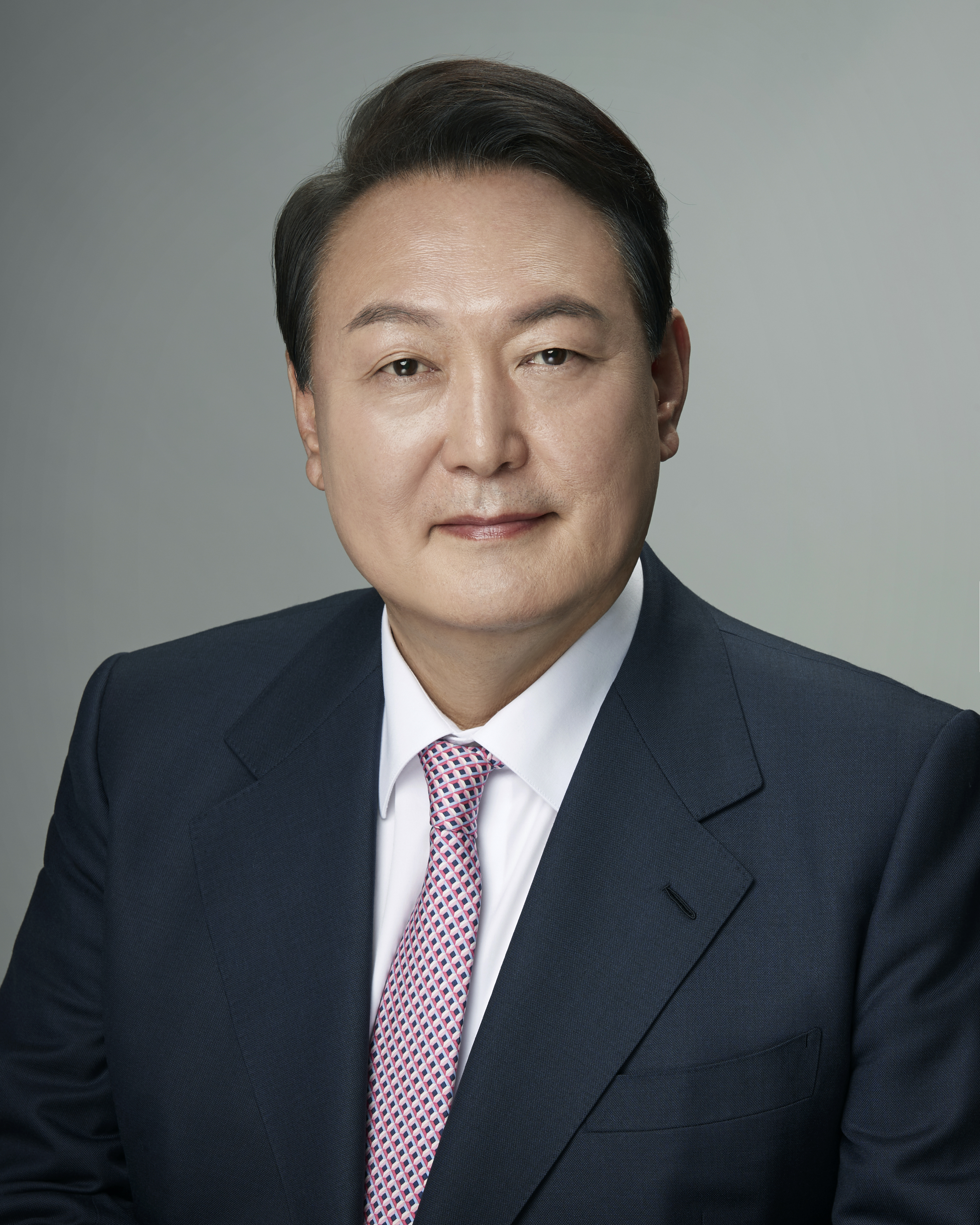
윤석열 대통령

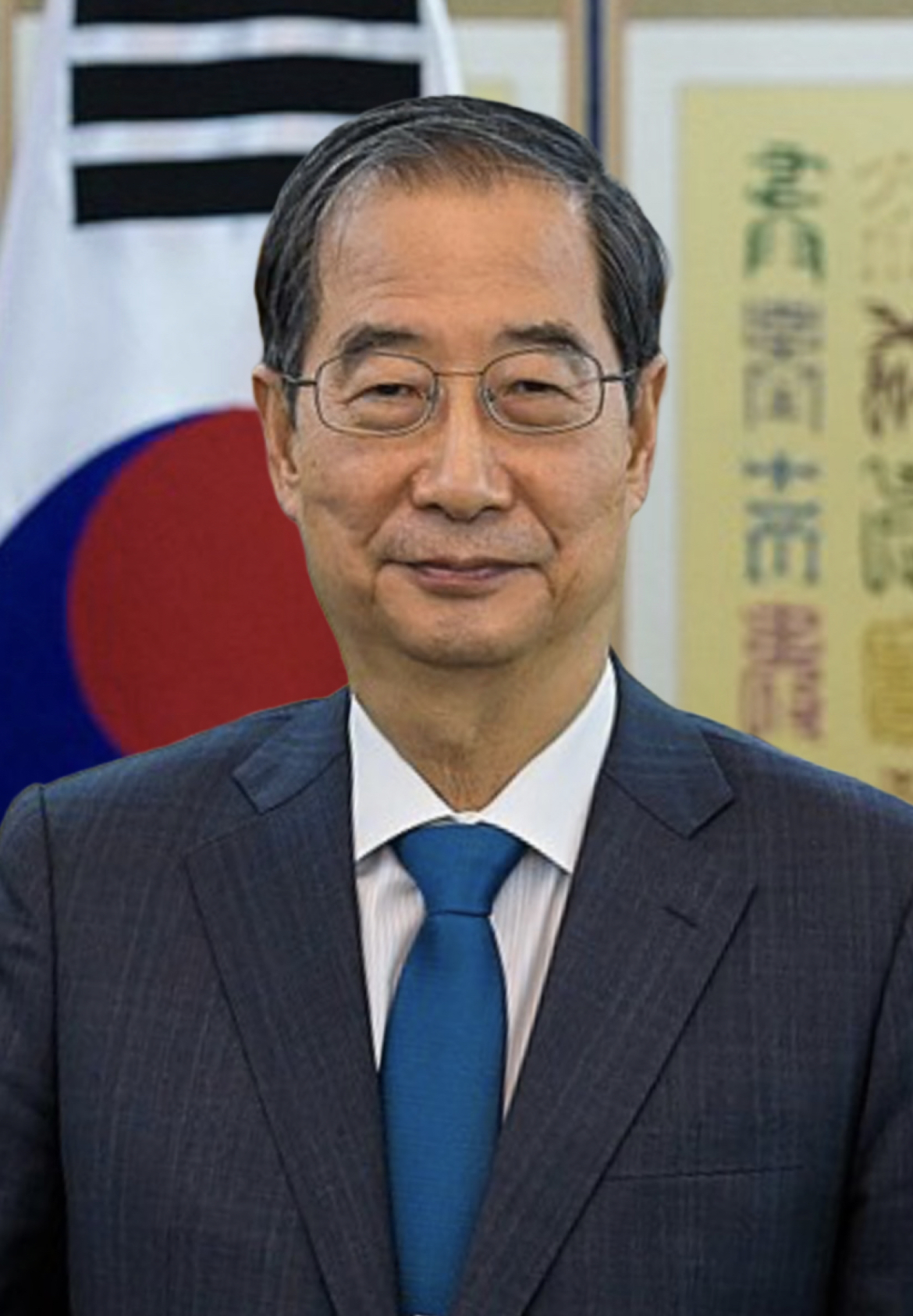
한덕수 국무총리

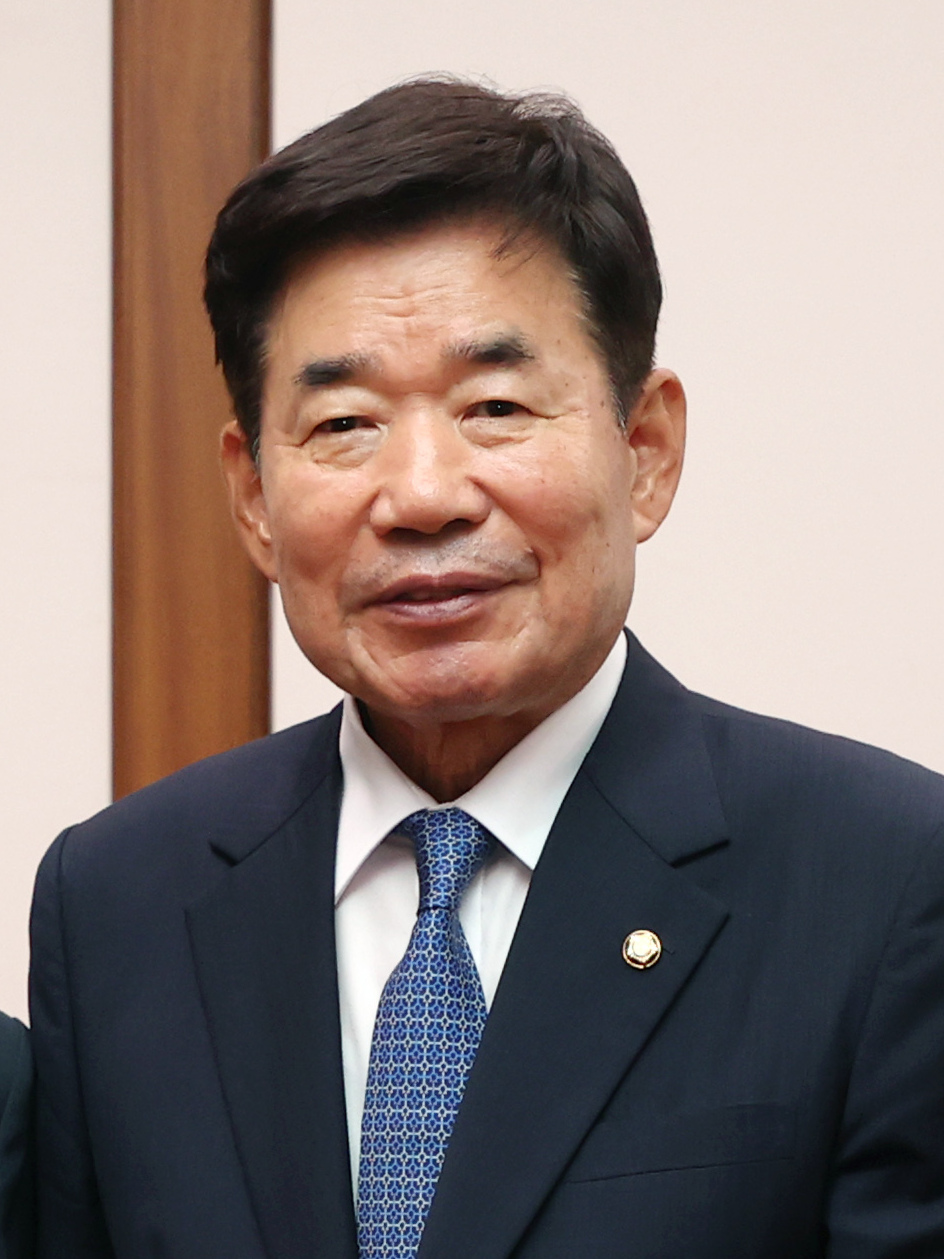
김진표 대한민국의 국회의장

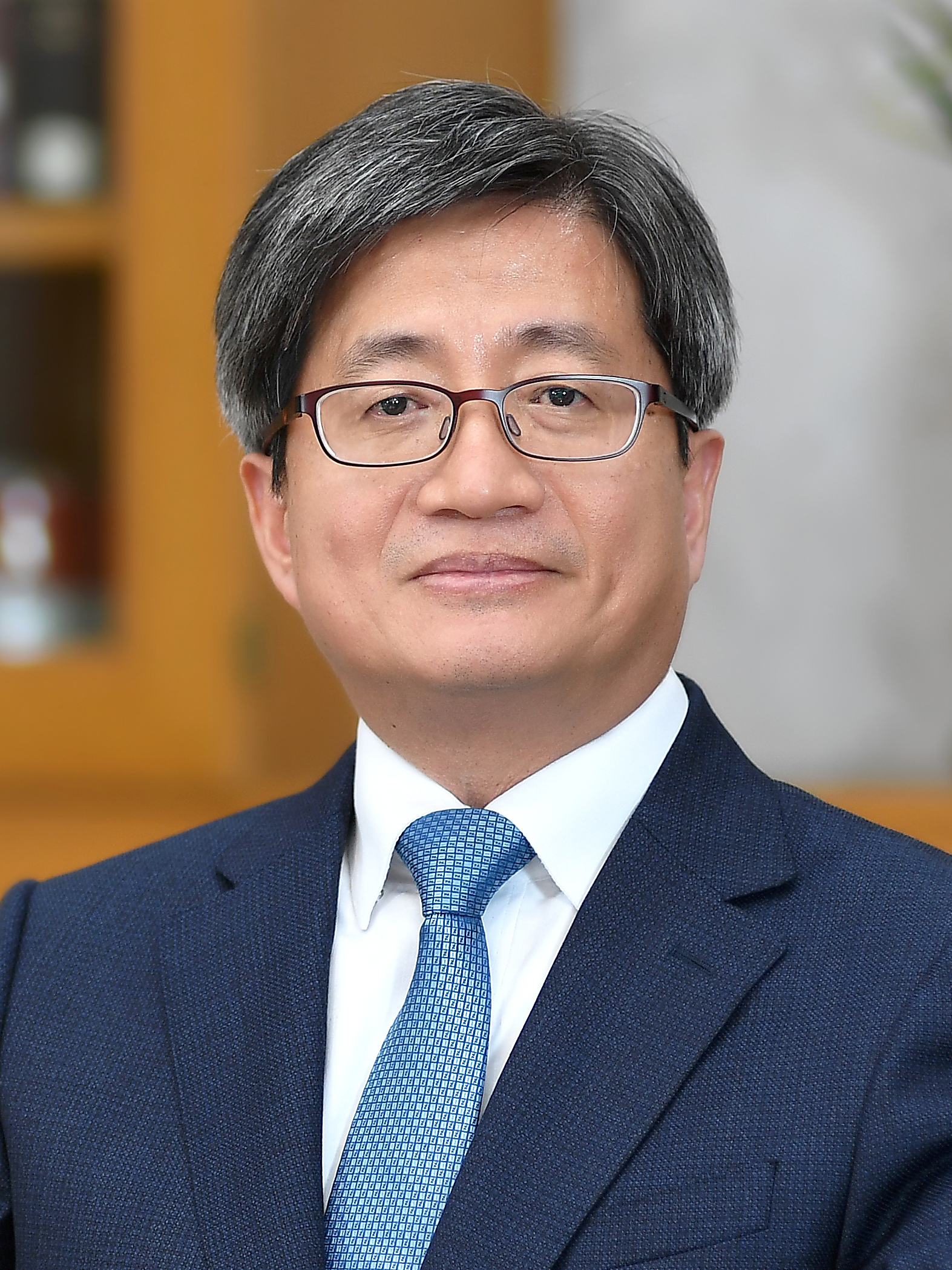
김명수 대법원장

## 사건 및 사고
- 1월 1일 : 대한민국 정부에서 0세 아이를 키우는 부모에겐 70만원을, 1세 아이를 키우는 부모에겐 월 35만원윽 부모급여를 매월 25일 지급한다.

- 7월 28일 : 태풍 태풍 카눈 (2023년)이 발생했다.

- 8월 1일 : 제25회 세계 스카우트 잼버리가 열렸다.